# Kiskovalló
Kiskovalló (szlovákul Koválovec) község Szlovákiában, a Nagyszombati kerületben, a Szakolcai járásban.

## Fekvése
Szakolcától 10 km-re délkeletre fekszik.

## Története
1394-ben "Kiskowalow" alakban említik először, Berencs várának uradalmához tartozott. Birtokosai az Amadé, a Nyáry, a Zichy és Majtényi családok voltak. A 19. században a Vietoris és Kuffner családok tulajdona. Lakói főként mezőgazdasággal és szőlőtermesztéssel foglalkoztak. Az asszonyok hímeztek és vásznat szőttek. 1715-ben 15 adózó és 22 zsellér háztartása volt. 1787-ben 81 házában 467, 1828-ban 49 házában 344 lakos élt.
Vályi András szerint "KOVALLO. Nagy, és Kis Koválló. Két tót falu Nyitra Várm. Nagy Kavallónak földes Ura a’ F. Király, amannak pedig G. Amade Uraság, lakosaik katolikusok, fekszik Kis Kavalló Chropovhoz nem meszsze, és annak filiája, ama pedig Sassinhoz egy mértföldnyire, határbéli földgyei közép termékenységűek, fájok, makkjok, termékeny, szőlejek van, legelőjök elég, malma helyben, piatzozások Szénásfalván."
A trianoni békeszerződésig Nyitra vármegye Szakolcai járásához tartozott.

## Népessége
| Év:            | 1994. | 2004.   | 2014.   | 2024.   |
| -------------- | ----- | ------- | ------- | ------- |
| Emberek száma: | 139   | 136     | 136     | 141     |
| Eltérés:       |       | -2,15 % | -1,42 % | +3,67 % |

| Év:            | 2023. | 2024.   |
| -------------- | ----- | ------- |
| Emberek száma: | 143   | 141     |
| Eltérés:       |       | -1,39 % |

1910-ben 360, túlnyomórészt szlovák lakosa volt.
2001-ben 137-en lakták, ebből 135 szlovák, 1 cseh, 1 pedig morva nemzetiségű.
2011-ben 151 lakosából 136 szlovák.

## Nevezetességei
- A falu Szent Márton tiszteletére szentelt temploma 1821-ben épült klasszicista stílusban. Oltárképét Franz Schön készítette 1819-ben.

## Külső hivatkozások
- Községinfó
- Koválovec (Kiskovalló) a Via Sancti Martini honlapján
- Kiskovalló Szlovákia térképén
- Rövid ismertető
- E-obce.sk Archiválva 2013. május 7-i dátummal a Wayback Machine-ben